# Luke Benward

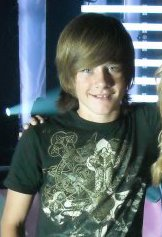

Luke Benward, właśc. Lucas Aaron Benward (ur. 12 maja 1995 we Franklin, Tennessee) – amerykański aktor i piosenkarz.
Syn Kendy Benward i Aarona Benwarda – amerykańskiego piosenkarza country. W wieku pięciu lat zagrał u boku Mela Gibsona w Byliśmy żołnierzami (We Were Soldiers). Gdy miał sześć lat, zagrał w telewizyjnym serialu Life on the water. Największą sławę przyniosła mu jednak rola Charliego Tuttle’a w Tajmiaki (Minutemen).

## Filmografia

### Filmy
- 2002 – Byliśmy żołnierzami (We Were Soldiers) jako David Moore
- 2005 – Dzięki Tobie Winn-Dixie (Because of Winn-Dixie) jako Stevie Dewberry
- 2006 – Jak ugryźć robala (How to Eat Fried Worms) jako Billy Forrester
- 2008 – Tajmiaki (Minutemen) jako Charlie Tuttle
- 2008 – Pies na wagę diamentów (Diamond Dog Caper) jako Owen
- 2008 – Mostly Ghostly: Who Let the Ghosts Out? jako Nicky Roland
- 2010 – Wciąż ją kocham (Dear John) jako Alan w wieku 14 lat
- 2012 – Dziewczyna kontra potwór (Girl vs monster) jako Ryan Dean
- 2014 – Cloud 9 jako William Cloud
- 2018 – Dusza towarzystwa (Life of the Party) jako Jack
- 2018 – Kluseczka (Dumplin)  jako Bo

### TV
- 2002 – Family Affair jako Jody Davis
- 2013 – Powodzenia, Charlie! jako Beau Landry

## Muzyka
EP
- 2009 – Let Your Love Out